# 3918 Brel
3918 Brel (1988 PE1) là một tiểu hành tinh vành đai chính được phát hiện ngày 13 tháng 8 năm 1988 bởi Elst, E. W. và Sause, G. ở Đài thiên văn Haute-Provence.